# Ханава, Кадзуити
Кадзуити Ханава (яп. 花輪 和一 Ханава Кадзуити, род. 17 апреля 1947 года в городе Йории) — японский мангака, работающий в жанрах эрогуро, сэйнэн, хоррор, повседневность.

## Биография
Кадзуити Ханава начал рисовать мангу в 1970-х годах, к этому времени относится манга «Niku Yashiki» (яп. 肉屋敷 Нику ясики, «Дом из плоти»).
В 1982 году в издательстве «Futaba»  (яп. 双葉社) публикуется манга «Nue: Shinkonjaku monogatari» (яп. 新今昔物語ー鵺 Син кондзяку моногатари — нуэ, «Новые истории прошлого и настоящего — нуэ»).
В 1994 году публикуется манга «Akai Yoru» (яп. 赤ヒ夜 Акай ёру, «Красная ночь»). В этом же году Кадзуити был арестован за незаконное хранение огнестрельного оружия и приговорён к трем годам лишения свободы.
В 1998 году журнал AX публикует автобиографическую мангу «Keimusho no naka» (яп. 刑務所の中 Кэймусё но нака, «В тюрьме»), в которой Ханава рассказывает о своем пребывании в местах заключения. Манга была номинирована в 2001 году на Культурную премию Осаму Тэдзуки и вошла в официальный отбор на 34-м фестивале комиксов в Ангулеме (2007 год).
В настоящий момент проживает на Хоккайдо в городе Саппоро.

## Список работ
- 1971: «Kan no mushi» (яп. かんのむし Кан но муси, «Червь вредности»)[4] — дебют автора в японском журнале альтернативной манги «Garo».
- 1972: «Niku Yashiki» (яп. 肉屋敷 Нику ясики, «Дом из плоти») — публикация в «Garo».
- «Kikan» (яп. 帰還 Кикан, «Возвращение»)
- «Tatakau onna» (яп. 戦う女 Татакау онна, «Сражающаяся женщина»)
- 1982: «Nue: Shinkonjaku monogatari» (яп. 新今昔物語ー鵺 Син кондзяку моногатари — нуэ, «Новые истории прошлого и настоящего — нуэ»). В 2004 году манга была переиздана.
- 1991 : «Otogizōshi» (яп. 御伽草子 Отогидзо:си, «Занимательные рассказы»)
- 1992—1994 : «Tensui» (яп. 天水 Тэнсуй, «Дождевая вода») — 2 тома, манга публиковалась в журнале Afternoon (издательство Kōdansha) и в серии Sakka французского издательства Casterman[5].
- 1994: «Akai Yoru» (яп. 赤ヒ夜 Акай ёру, «Красная ночь»)
- 1998—2000: «Keimusho no naka» (яп. 刑務所の中 Кэймусё но нака, «В тюрьме») — манга публиковалась по главам во французском журнале AX[фр.], затем полностью — японским издательством Seirinkogeisha и французским издательским домом Ego comme X[англ.]. В английском издании названа «Doing Time»[6].
- 2001: «Nippon mukashi banashi» (яп. ニッポン昔話 Ниппон мукасибанаси, «Японская народная сказка») — манга из одной главы, опубликованная японским издательством Shōgakukan и французским издательством Kana[фр.].
- 2002: «Keimusho no mae» (яп. 刑務所の前 Кэймусё но маэ, «Перед тюрьмой») — манга опубликована издательством Shōgakukan[7].
- 2004: «La Fille fantôme» (яп. 不成仏霊童女 Фудзё:буцу рэй до:дзё, «Неупокоенный призрак девушки») — манга из одной главы, опубликована японским издательством Bunkasha, а также французским издательством Casterman (серия «Sakka»)[8].
- 2005: участие в сборнике французского издательства Casterman «Япония глазами 17-ти авторов» (Japon, le Japon vu par 17 auteurs)[9].